# Jamie Uys
Jamie Uys (30 mei 1921 - 29 januari 1996) was een Zuid-Afrikaans filmregisseur. Hij werd geboren als Jacobus Johannes Uys en maakte zijn debuut als filmregisseur in 1951 met de Afrikaanstalige film Daar doer in die bosveld. In totaal regisseerde hij 24 films, waaronder zijn bekendste film, The Gods must be crazy, wat een cultfilm werd. Hij was ook de producer van Animals Are Beautiful People.
- Biblioteca Nacional de España: XX4951384
- Bibliothèque nationale de France: cb13987127s (data)
- Gemeinsame Normdatei: 1203553536
- International Standard Name Identifier: 0000 0001 1580 9601
- Library of Congress Control Number: no2002051420
- Nationale Bibliotheek van Israël: 987007441362305171
- Nederlandse Thesaurus van Auteursnamen: 070905746
- Système universitaire de documentation: 081319460
- Virtual International Authority File: 122190698
- WorldCat: E39PBJqbqV9PcjRg3Gh3jTy68C